# Cuisine thaïlandaise
Cette page contient des caractères thaïs. En cas de problème, consultez Aide:Unicode ou testez votre navigateur.

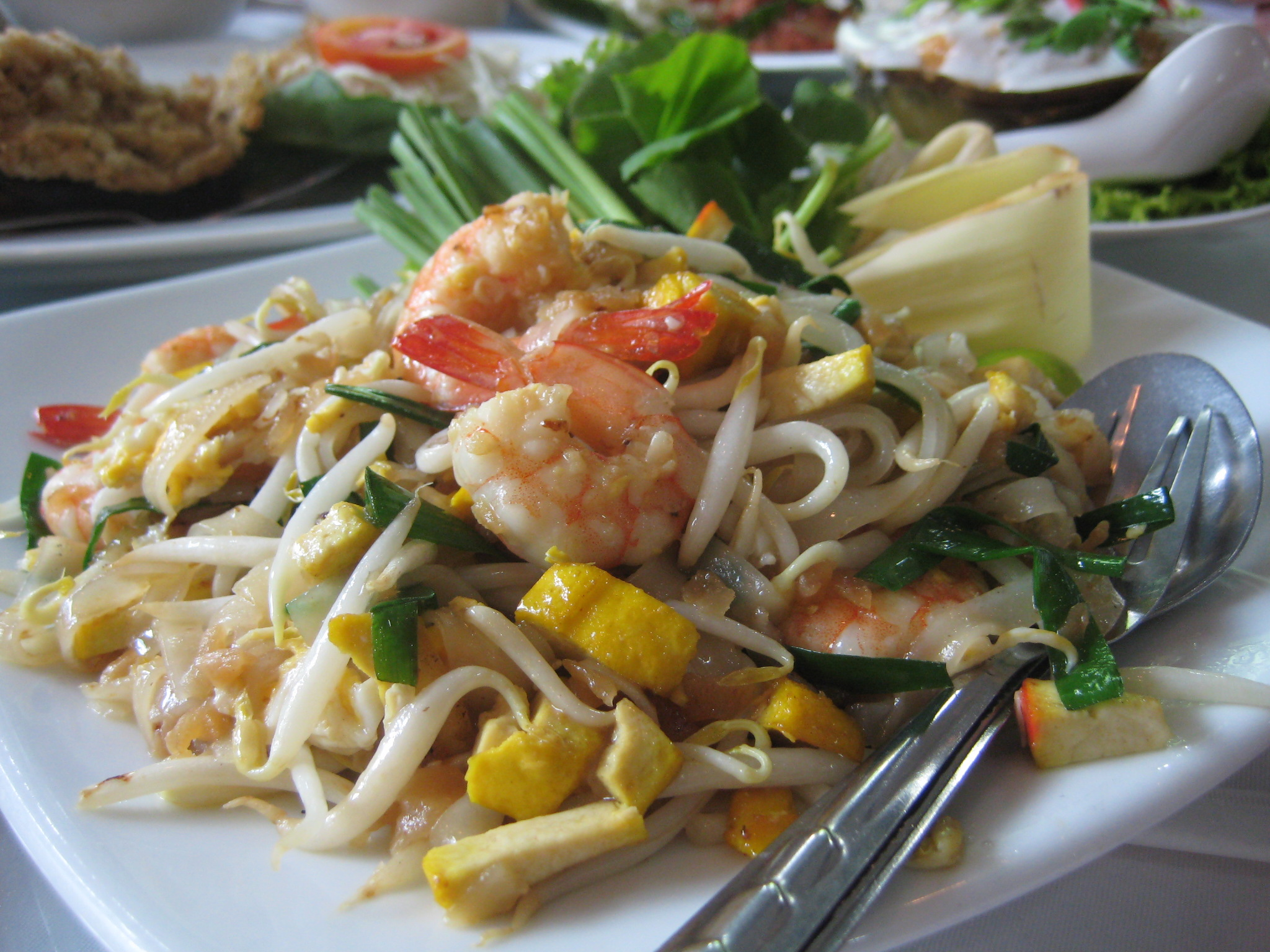
Nouilles thaïes servies à Bangkok.

La cuisine thaïlandaise, bien que semblable en certains points à celle de ses voisins chinois, indiens et birmans, se démarque par des saveurs et des ingrédients originaux, tels que le curry, la menthe, la citronnelle, la coriandre ou encore le basilic rouge. Pimentée à l'excès pour le palais occidental et presque toujours accompagnée de sauces ou fumets de poisson (nam pla), elle rencontre un succès international croissant.

## Spécificités  régionales

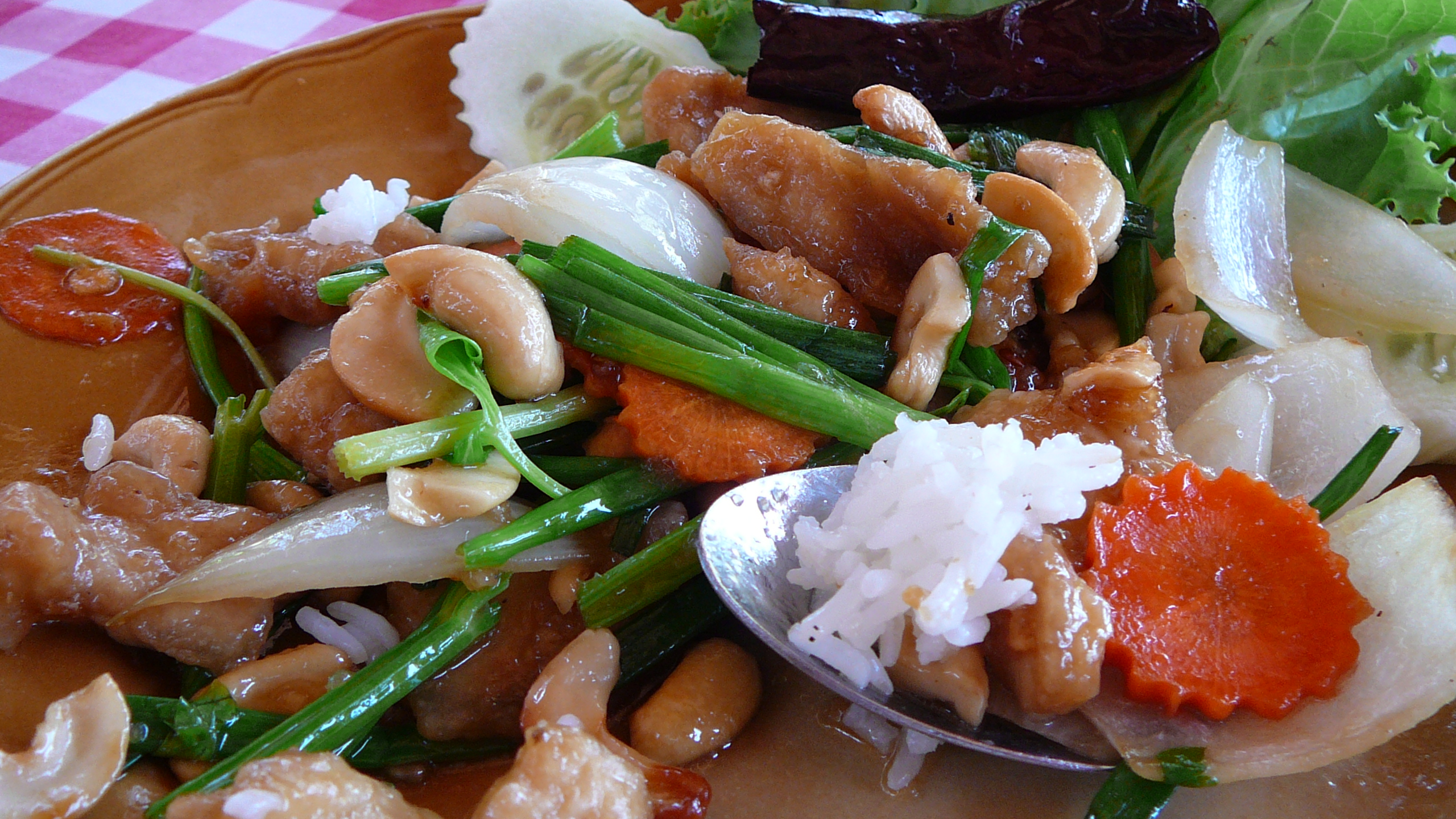
Porc aux noix de cajou (Phuket).

### Les principaux plats thaïlandais
La cuisine thaïlandaise n'est pas uniforme d'un bout à l'autre du pays. Ainsi, les plats du sud, comme le curry jaune et le curry de rognons et poissons, sont les plus relevés. Dans les plaines du centre, la nourriture est plus douce, telle le sauté de poulet aux feuilles de basilic. Au nord, on retrouve une grande influence de la cuisine birmane, telle que dans le célèbre potage au curry et nouilles, le kaoh soi. Quant au nord-est, sa cuisine est bien que considérée à l'origine comme une cuisine paysanne, elle gagne de plus en plus en popularité et certains délices, comme la salade de papaye, som tam, sont connus et appréciés.
Autrefois, les Thaïlandais n'utilisaient ni cuillères, ni fourchettes, ni couteaux et mangeaient avec les doigts le repas posé sur une natte. De nos jours, ils se servent principalement de cuillères et fourchettes et n'utilisent les baguettes que pour manger les nouilles d'accompagnement.
Les Thaïlandais mettent l'accent sur les fruits au dessert. Ils les découpent selon une multitude de formes (animaux, étoiles, etc.) et les disposent de façon attrayante devant des invités pour finir les repas en beauté.

## Quelques exemples de plats thaïlandais

### Riz et nouilles
- Phat kaphrao
- Khao phat : riz sauté.
- Pad thaï : nouilles de riz sautées. Ce plat est constitué de nouilles sautées au wok avec des œufs, du soja, des cacahuètes, des crevettes, de la sauce de poisson et de la sauce au citron vert. Ce plat est l'un des plus connus hors de Thaïlande. C'est l'un des plats les moins chers vendus dans la rue[1].
- Kuai tiao haeng : nouilles à la viande et légumes émincés et épicés.
- Kuai tiao phat siiu : nouilles frites avec viande, légumes, œufs.
- Jen ta fo : nouilles à la sauce de tofu rouge.
- Riz gluant à la mangue (mango sticky rice) : ce plat est un dessert qui est constitué de riz gluant au lait de coco accompagné d'une mangue. C'est un dessert thaïlandais typique que l'on peut acheter en vente rapide dans les rues.

### Soupes
- Tom yum (ou tom yam) : soupe aigre-douce au porc, poulet ou poisson. Ce plat est constitué de bouillon, de lait de coco, de citron vert, de gingembre, de galanga et de piments. Il est un classique de la gastronomie thaïlandaise et se trouve aussi au Laos. Cette soupe assez épicée en raison du piment.
- Tom yum goong : soupe de crevettes à la citronnelle.
- Kaeng chut : soupe de légumes aux crevettes ou au porc.
- Tom kha : soupe à base de lait de coco et de galanga.
- Tom ka khai : soupe de poulet épicée au lait de coco.
- Phat krapao kai (ผัดกระเพราไก่) : poulet sauté au basilic, ail et piments rouges.
- Khao soi (ข้าวซอย) : soupe de nouilles de riz au lait de coco, le plus souvent au poulet. Spécialité que l'on trouve notamment dans la région de Chiang Maï.

### Viandes
- Kai yang (ไก่ย่าง) : poulet grillé.
- Kai thot (ไก่ทอด) : poulet frit.
- Nua phat nam man hoi : bœuf frit à la sauce d'huître et aux oignons.
- Phat krapao kai (ผัดกระเพราไก่) : poulet sauté au basilic, ail et piments rouges.
- Phat khing (ผัดขิง) : poulet sauté au gingembre.
- Tigre qui pleure (en thaï : เสือร้องไห้) : bœuf épicé.
- Lap (ลาบ) : hachis de viande ou de poisson, cru ou cuit. Il est généralement servi avec du riz gluant et est très épicé. Ce plat est originaire de l'Isan et du Laos.

### Fruits de mer
- Kam pu thot : crabes frits.
- Hu cha lam sai pu (หูฉลามใส่ปู) : aileron de requin au crabe[2].

### Currys
- Kaeng khiao wan : curry vert. Le curry vert est constitué de lait de coco, de poulet, d'ail et de jus de citron vert, ainsi que de pâte de curry vert. On le mange généralement avec du riz.
- Curry massaman.
- Kaeng phet : curry rouge.
- Kaeng cary : curry jaune.
- Curry panang.
- Kaeng pa.
- Kaeng som.

### Légumes
- Phak bung phat : liserons d'eau frits.

### Salades
- Som tam : salade de papaye verte râpée, piments forts, ail, tomates, fève kilomètre, jus de citron vert, sauce de poisson et pla ra (sauce de poissons fermentés de l'Isan), sucre, pâte de crevettes, éventuellement du crabe saumuré dans certaines régions. Cette salade est épicée.

### Desserts
- Mango sticky rice : riz gluant, lait de coco et mangue.

## Cuisine de rue
La cuisine de rue existe depuis longtemps en Thaïlande et devient de plus en plus populaire, notamment au cours des 20-30 dernières années en raison de la croissance rapide de la population urbaine. En 2017, le gouvernement thaïlandais a approuvé un budget de 144 millions de bahts pour financer le Guide Michelin dans le cadre d'un contrat de cinq ans pour créer des guides pour la Thaïlande, en commençant par Bangkok. Le Guide Michelin de Bangkok est sorti le 6 décembre 2017. Alors que les autorités thaïlandaises cherchent à diminuer le nombre de vendeurs de rue en les cantonnant aux quartiers touristiques, l'une des étoilées (Jay Fai, cuisine de rue, « célèbre pour son omelette au crabe confectionnée au wok, la cuisinière exerce en tenue du commandant Cousteau : bonnet et grosses lunettes de plongée qui la protègent des embruns graisseux ») a d'ailleurs voulu rendre son étoile, car elle était gênée par les gens qui venaient prendre des photos et non manger.

## Restaurants étoilés
- Gaggan
- Le Normandie (Mandarin Oriental Hotel)
- Mezzaluna (au 65e étage du Lebua Hotel)

### Filmographie
- Escale en Thaïlande (coll. « Sur la route des saveurs »), film de Jenny Dames, TF1 vidéo, Issy-les-Moulineaux, 2007, 50 min (DVD).
- L'Explorateur des cuisines. Thaïlande, film de Vincent Garenq, Gédéon programmes, Paris, 2008, 52 min (DVD).